# Tw1
Tw1 – pruski parowóz typu G10 eksploatowany na PKP do połowy lat 70. XX wieku.
Jedyny zachowany egzemplarz znajduje się w Muzeum Kolejnictwa w Kościerzynie.